# Pedro Schumacher
Pedro Schumacher CM (Kerpen, 14 de septiembre de 1839-Samaniego, 15 de julio de 1902) fue un eclesiástico, constructor, político y guerrillero católico alemán afincado en Ecuador, ejerciendo como obispo de Portoviejo desde 1885, hasta su autoexilio y muerte en Colombia en 1902.

## Biografía

### Primeros años
Nació el 14 de septiembre de 1839, en la localidad alemana de Kerpen; hermano gemelo de Gertrudis —que se convertiría en monja—. Hijo legítimo del campesino Teodoro Schumacher Halms, natural de Kerpen, y de Cristina Niessen, natural de Aquisgrán. Su hermano mayor, Gerard, fue sacerdote diocesano desde su ordenación 1859 hasta su muerte en 1873.
Estudió las primeras letras en la escuela del profesor Jakog Whilhem Statz y destacó desde niño por su moral y prudencia.
El 15 de junio de 1851 realizó su primera comunión. Al año siguiente, en 1852, abandonó la escuela para seguir farmacia en Perl y aunque aprendió latín no logró pasar los exámenes por su temprana edad. Entonces viajó con su hermano Gerard al colegio de Münstereifel, aprobó todos los cursos hasta el grado superior y quiso ingresar a la Unidad de Bonn.

### Vida religiosa
Por recomendación de su confesor, viajó en 1857 a París. El  6 de octubre del mismo año, ingresó en el noviciado en la Casa Madre de la Congregación de la Misión. Realizó su profesión de votos religiosos en octubre de 1859.
Fue ordenado subdiácono el 3 de junio de 1861, en Colonia. El 21 de diciembre del mismo año, fue ordenado diácono. Su ordenación sacerdotal fue el 14 de junio de 1862, en París; destinado a misionar en Chile.
Al poco tiempo, se embarcó en El Havre y tras un accidentado viaje en el buque de vela «Arequipa», arribó a La Serena el 11 de enero de 1863, trabajando durante cinco años como capellán de la cárcel de un hospital y del establecimiento de sordomudos de la ciudad de Santiago.
En 1868 enfermó gravemente de bronquitis, regresando a París al año siguiente y siendo destinado al Seminario de Montpellier, enseñando la asignatura de «Historia eclesiástica» que comprendía Sagradas escrituras e Historia de la filosofía.

#### Misionero en Ecuador
En enero de 1870 falleció en Kerpen su madre, y al poco tiempo, se declaró la guerra franco-prusiana, pasando duros momentos por su condición de alemán. Así pues, solicitó su regreso a América y fue destinado a la dirección del Seminario de Quito, asumiendo el cargo en diciembre de 1872. Su labor que le fue nada fácil, dadas las condiciones en que se encontraba el antiguo edificio del Convictorio de San Fernando, que no presentaba ninguna clase de comodidad, razón por la cual, a fines de 1874, con sus propias manos inició la construcción de uno nuevo: «cogía lodo, empañetaba, cargaba materiales y ponía manos como peón» y en poco tiempo vio concluida su labor.
En 1877 fue asesinado el arzobispo Checa. El vicario capitular Arsenio Andrade, excomulgó al presidente Ignacio de Veintemilla, abandonado la capital, declarándola en entredicho, y aunque fue detenido por la policía logró escabullirse y Schumacher lo ocultó en el nuevo edificio del Seminario. Durante un combate en las calles de Quito, Schumacher transformó el seminario en hospital. Entonces se dijo de él que «era valeroso y decidido, no en vano se le llamaba el espíritu de García Moreno».
En 1878 reemplazando al visitador de la Congregación de la Misión en Ecuador, viajó a París para asistir al Capítulo de la Orden. Luego pasó a Roma y se entrevistó con el papa León XIII. A su regreso, el 4 de noviembre fue notificado por la policía de Guayaquil que estaba prohibida su entrada. Siguió a Paita, desembarcando y cruzando el desierto de Sullana en burro, entró por Macará, disfrazado de paisano.
En enero de 1879 estaba de incógnito en Quito y así vivió hasta 1883, aprendiendo el quichua, que llegó a dominar al igual que el inglés, francés, español, además de su lengua nativa el alemán.

## Episcopado

### Obispo de Portoviejo
A la caída de Veintemilla, fue propuesto por el presidente José María Plácido Caamaño para ocupar la difícil «diócesis de misiones» —comprendida por Manabí, Esmeraldas y el territorio insular de las Islas Galápagos— vacante por la renuncia de Luis Tola y Avilés. El 20 de febrero de 1884, la Asamblea Nacional Constituyente pidió su nombramiento al Papa. El 27 de marzo de 1885, León XIII lo nombró obispo de Portoviejo. Fue consagrado el 31 de mayo del mismo año, en la catedral de Quito, a manos del arzobispo, José Ignacio Ordóñez.
Inmediatamente se trasladó a su sede episcopal, que encontró destruida prácticamente en estado de sitio y amagada por las montoneras y guerrillas liberales.
En 1886 se entrevistó en Guayaquil con el presidente Caamaño al que expuso sus planes. El mandatario le entregó el mando supremo de la provincia, dando instrucciones al gobernador de Manabí para que se sujete en todo al obispo.
En Suiza convenció a siete misioneras del convento franciscano María Auxiliadora para que lo acompañen a Manabí, mientras tanto su hermana, sor Gertrudis, y otras monjas lazaristas recién llegadas a Portoviejo, estaban dedicadas al servicio comunal.
Entre 1884 y el 1888, aumentó el número de sacerdotes de seis a dieciocho. Trajo de Europa a capuchinos y oblatos, así como a numerosas monjas. Fundó en Portoviejo dos seminarios, uno para jóvenes con vocación y otro para estudiantes de Filosofía.
Adquirió una moderna máquina impresora y publicó numerosas cartas pastorales, recogidas entre 1928 y 1929, en tres volúmenes por Wilfrido Loor, en Bahía de Caráquez. A causa de su novena carta pastoral, que envió a Felicísimo López, se originó una larga y complicada polémica, a quien se le siguió un enjuiciamiento criminal y a quien excomulgó.
Intervino para que el superior de los dominicos en Quito manifestara su desacuerdo con el tomo IV de la Historia general del Ecuador, del arzobispo Federico González Suárez.
En 1894 fundó en Portoviejo el semanario «El Hogar Cristiano» que tuvo tanta repercusión, sobre todo en Quito y Guayaquil, al punto que en esta última ciudad, Angela Carbo de Maldonado, fundó otro con igual nombre.

### Revolución liberal y autoexilio
A principios en 1895 estaba por fundar una congregación de sacerdotes y hermanas de San José, pero la provincia de Esmeraldas plegó a la revolución liberal, lo mismo que Daule al sur. Cuando estalló la Revolución liberal del 5 de junio de ese año, el día 15 se unió a las fuerzas del coronel Ricardo Cornejo e intervino en las luchas contra las fuerzas del general Eloy Alfaro, pero la revolución triunfó definitivamente en las batallas de Chimbo y Gatazo.
El 20 de julio hizo su entrada a la capital, asilándose temporalmente en el seminario. El 17 de agosto salió de la ciudad, pasando la frontera con Colombia y se instaló en el convento de los padres capuchinos de Túquerres, mientras el arzobispo González y Calisto huía a Tulcán.
«En Túquerres rezo y espero» escribió en octubre siguiente. Allí permaneció un año organizando grupos guerrilleros que asolaron el norte del Ecuador, hasta su definitiva derrota en octubre del 1896. Entonces se trasladó a Pasto y publicó el folleto «¿Teocracia o demonocracia?», al año siguiente.
En 1897 se radicó en Samaniego y con el dinero recibido de la testamentaría de la suegra de García Moreno editó su opúsculo dedicado al obispo de Pasto, fray Ezequiel Moreno Díaz, titulado: «El liberalismo confundido con sus doctrinas falsas y sus obras malas» en 6 capítulos, con preguntas y respuestas dando reglas para combatirlo.
Durante su estancia en Samaniego, se convirtió en uno de los protagonistas de la guerra de los Mil Días.
Allí estableció "una especie de diócesis con jurisdicción en las parroquias de Ancuya, Linares, Tabiles, Guachavés, Panga (hoy Los Andes), y Barbacoas". Organizó y armó un batallón de soldados católicos para defender la población con refuerzos llegados de Túquerres, Linares y Panga, bajo el mando de los sacerdotes alemanes Reinhold Herbrand, Eduard Esse y Herman Kleinschmidt.
En 1900 estaba nuevamente en Pasto y publicó el folleto: «Con Dios, por la religión y la Patria, una palabra de consuelo y aliento». Y perdidas sus últimas esperanzas de recobrar el poder político en el Ecuador sufrió grave desaliento.

## Fallecimiento
En julio de 1902, Samaniego fue asolado por una peste de tifus que produjo muchas víctimas mortales. El 12 de ese mes se sintió mal y no pudo dar misa, se había contagiado al atender a cuatro enfermos en una casa poco ventilada, donde posiblemente fue picado por una pulga infectada. En la madrugada del 15 estuvo con hipo, a las cinco de la tarde empeoró y recibió al santísimo, estaba consciente pero muy debilitado. A las ocho no pudo santiguarse y murió a las diez de la noche, siendo enterrado al día siguiente en una enorme cripta a la entrada de la iglesia del lugar. El 9 de agosto, el obispo Moreno presidió las honras fúnebres, que dispuso hacer en memoria del amigo y servidor:

¿Quién es?... No va a morir el señor Schumacher de vejez o agobiado por las penas, ni agobiado por largas enfermedades; muere por amor.

Después de su muerte, la diócesis de Portoviejo estuvo en sede vacante por un espacio de 50 años.
Manuel J. Calle describió a Schumacher que: "quería en su diócesis ser no sólo el jefe espiritual sino también el mandarín (conductor) político y el patriarca, esto es, el jefe de la familia".

### Proceso de canonización
En la década de 1980, un grupo de ciudadanos quiso interesar al Vaticano para que estudiara la posibilidad de beatificar al obispo Schumacher, pero el proceso fracasó ante la carencia de pruebas que testificaran su santidad.
El 7 de agosto de 2013, el arzobispo Lorenzo Voltolini Esti visitó la parroquia de Samaniego para conocer el lugar donde murió Schumacher. Voltolini manifestó que buscaba reunir esfuerzos para luchar por la canonización del obispo Schumacher. Explicó que solicitó al obispo de Ipiales y la parroquia de Samaniego una parte de los restos de Schumacher para ser llevado a su parroquia como una reliquia, en aras de incrementar la fe en la arquidiócesis de Portoviejo.